# Hede (häradshuvudort)
Hede (kinesiska: 合德, 射阳) är en häradshuvudort i Kina. Den ligger i provinsen Jiangsu, i den östra delen av landet, omkring 230 kilometer nordost om provinshuvudstaden Nanjing.
Runt Hede är det tätbefolkat, med 427 invånare per kvadratkilometer. Det finns inga andra samhällen i närheten. Trakten runt Hede består till största delen av jordbruksmark.
Genomsnittlig årsnederbörd är 983 millimeter. Den regnigaste månaden är juli, med i genomsnitt 234 mm nederbörd, och den torraste är januari, med 21 mm nederbörd.